# Makaira
A Makaira a sugarasúszójú halak (Actinopterygii) osztályának sügéralakúak (Perciformes) rendjébe, ezen belül a vitorláskardoshal-félék (Istiophoridae) családjába tartozó nem.

## Rendszerezés
A nembe az alábbi 2 faj tartozik:
- Makaira mazara (Jordan & Snyder, 1901)
- kék marlin (Makaira nigricans) Lacepède, 1802 - típusfaj

## Fordítás
- Ez a szócikk részben vagy egészben  a   Makaira című angol Wikipédia-szócikk fordításán alapul.  Az eredeti cikk szerkesztőit annak laptörténete sorolja fel. Ez a jelzés csupán a megfogalmazás eredetét és a szerzői jogokat jelzi, nem szolgál a cikkben szereplő információk forrásmegjelöléseként.